# 汤溪镇 (资兴市)
汤溪镇为中华人民共和国湖南省郴州市资兴市下辖镇，2011年6月，由原皮石乡和汤市乡成建制合并设立。汤溪镇辖2个社区、18个行政村，总面积188.26平方公里，总人口1.24万人，镇政府驻汤边圩（原汤市乡驻地）。 

## 行政区划
汤溪镇下辖以下村级区划单位：
汤市社区、皮石社区、青林村、头忱坑村、上坳村、汤边村、下堡村、陈家洞村、秋田村、坪子村、道塘村、壁溪村、皮石村、彩洞村、皮里村、东洞村、山塘村、讴乐村、谷洞村和竹岭村。